# Nomi Jean Cater
Nomi Jean Cater, znana także jako Nomindżin (mong. Номинжин; ur. 9 listopada 1989) – mongolska piosenkarka.
W wieku 16 lat wydała swój debiutancki album w Mongolii. W dalszym okresie aktywności rozwinęła karierę międzynarodową. Występowała w ponad 15 krajach świata. Włada czterema językami, a swoje utwory wykonuje w 15 językach (m.in. po rosyjsku, angielsku, koreańsku i japońsku).